# Ficus benjamina
Pour les articles homonymes, voir Benjamina.
Espèce
Classification phylogénétique
Ficus benjamina est une espèce de la famille des Moraceae d'origine indienne et plus généralement asiatique et océanique. Certaines variétés sont appelées figuier pleureur. Étymologiquement, l'adjectif benjamina est à rapprocher de « Banian » (voir Banian du Pacifique ou Figuier des banians).

## Description

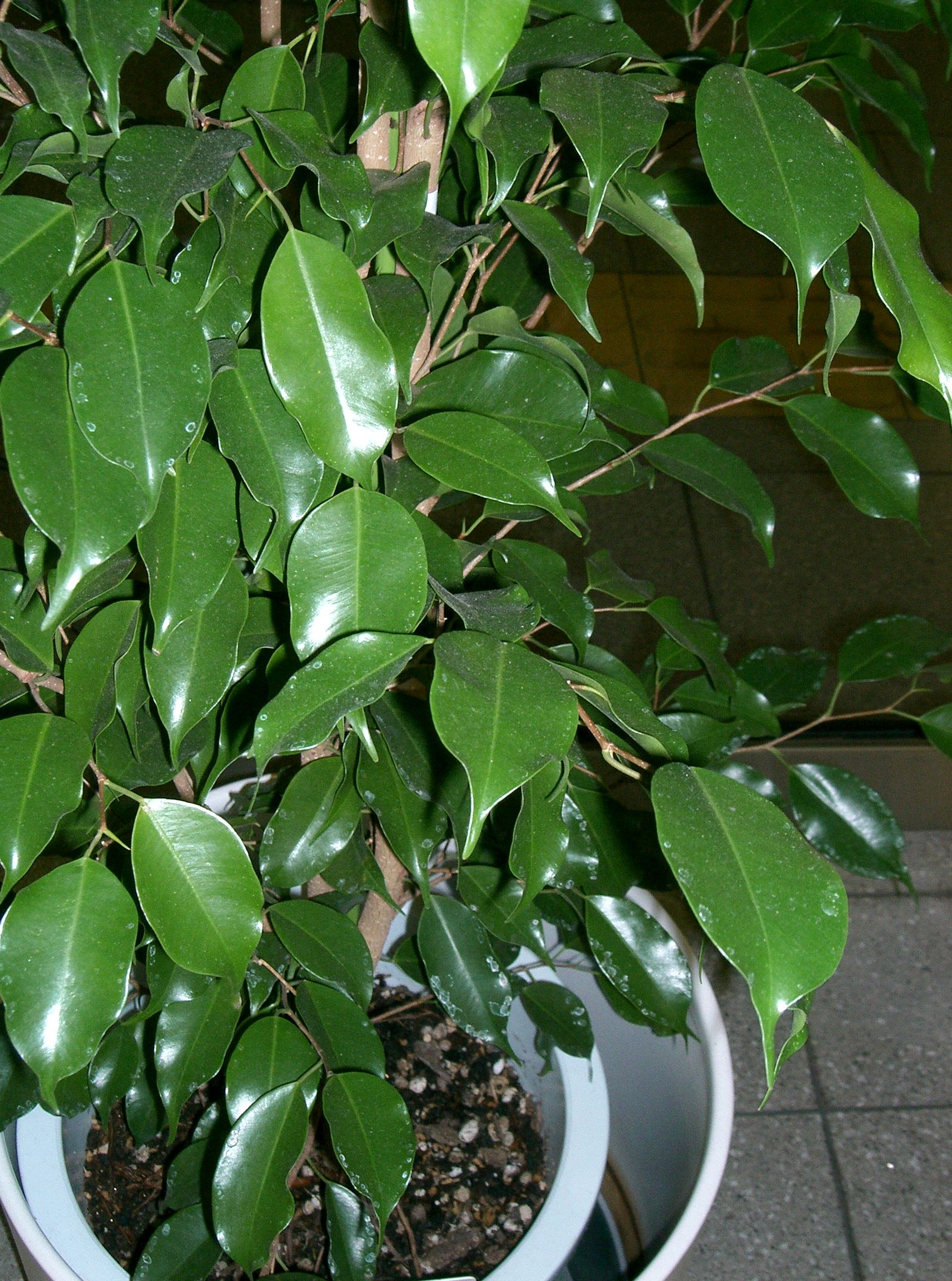
Feuillage vernissé

### Feuilles
Les feuilles sont simples, vernissées, acuminées.

### Fleurs

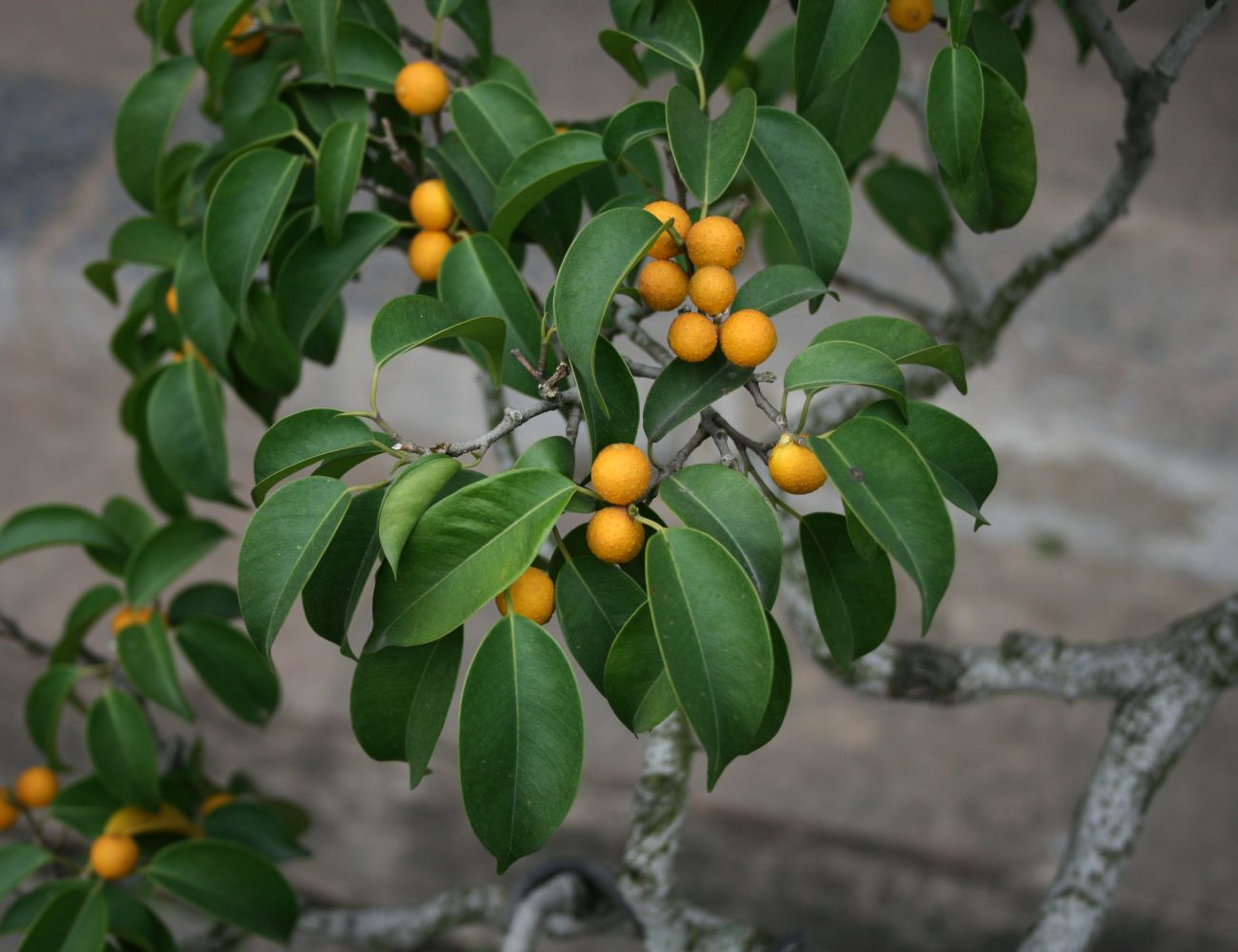
Fruits mûrs

### Fruits
Les fruits sont orange à maturité.

## Toxicité
Le latex blanc (le latex est différent de la sève) est toxique pour les jeunes enfants, les chiens et les chats. Il contient notamment une enzyme protéolytique et du psoralène,.

## Culture
La multiplication par bouturage est facile.

## Variétés
- Ficus benjamina var. benjamina
- Ficus benjamina var. comosa
- Ficus benjamina var. nuda